# Castelo de Bass Rock

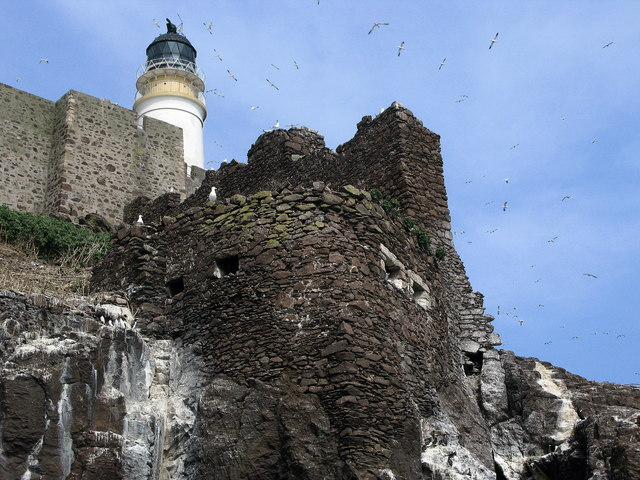
Castelo de Bass Rock, Escócia.

O Castelo de Bass Rock (em inglês:  Bass Rock Castle) é um castelo atualmente em ruínas localizado na ilha de Bass Rock, North Berwick, East Lothian, Escócia.
Encontra-se classificado na categoria "C" do "listed building" desde 17 de maio de 1989.